# Dziechna Góra
Dziechna Góra – wzgórze o wysokości 182 m n.p.m., położone 2 km na północny zachód od wsi Dziechno w województwie pomorskim, w powiecie lęborskim, w gminie Cewice. 
Nazwę Dziechna Góra wprowadzono urzędowo w 1949 roku, zastępując poprzednią niemiecką nazwę Dzechen Berge

Nazwa "Dzechen Berge" pierwotnie odnosiła się do zespołu wzniesień pod wspólną nazwą Dziechne Góry. 
Niemieckie i polskie mapy wskazują na istnienie w tym rejonie co najmniej dwóch wzniesień Lerchen Berg (Słowikowa Góra) 196,1 m n.p.m. i drugiej Seehofen Berg (prawdopodobnie 182 m n.p.m.).